# Criotettix borrei
Criotettix borrei är en insektsart som beskrevs av Bolívar, I. 1887. Criotettix borrei ingår i släktet Criotettix och familjen torngräshoppor. Inga underarter finns listade i Catalogue of Life.